# أليستير براونلي
أليستير براونلي (بالإنجليزية: Alistair Brownlee) هو تريثلت بريطاني، ولد في 23 أبريل 1988 في Dewsbury ‏ في المملكة المتحدة.

## وصلات خارجية
- الموقع الرسمي
- أليستير براونلي على موقع الاتحاد الدولي لألعاب القوى (الإنجليزية)
- أليستير براونلي على موقع اتحاد الترياتلون الدولي (الإنجليزية)
- أليستير براونلي على موقع IAT Triathlon Database (الإنجليزية)
- أليستير براونلي على موقع اللجنة الأولمبية الدولية (الإنجليزية)
- أليستير براونلي على موقع أوليمبيديا (الإنجليزية)
- أليستير براونلي على موقع اللجنة الأولمبية البريطانية (الإنجليزية)
- أليستير براونلي على موقع اتحاد ألعاب الكومنولث (مؤرشف) (الإنجليزية)